# 信州区
信州区（しんしゅう-く）は中華人民共和国江西省上饒市に位置する市轄区。

## 行政区画
- 街道:水南街道、東市街道、西市街道、北門街道、茅家嶺街道、霊渓街道
- 鎮:沙渓鎮、朝陽鎮、秦峰鎮

## 交通

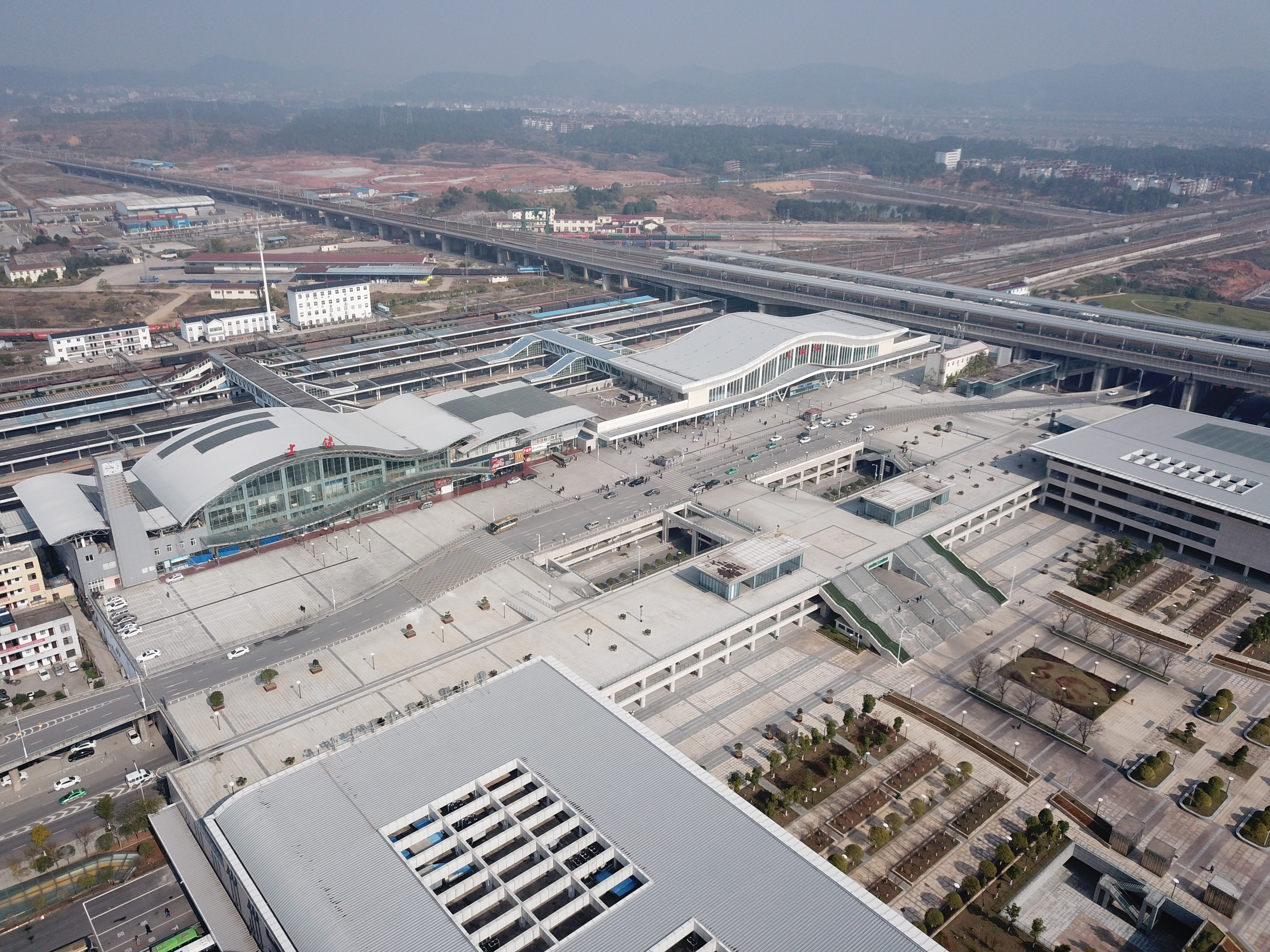
上饒駅の鳥瞰写真

### 航空
- 上饒三清山空港（中国語版）

### 鉄道
- 中国鉄路総公司
  - 上饒駅
    - 滬昆旅客専用線
    - 合福旅客専用線
    - 滬昆線
    - 峰福線

### 道路
- 高速道路
  - 滬昆高速道路
  - S19 徳上高速道路

- 国道
  - G320国道